# Mohammad Jahir Rayhan
Mohammad Jahir Rayhan (* 25. April 2001) ist ein Sprinter aus Bangladesch. Er ist aktueller Inhaber des Landesrekordes im 400-Meter-Lauf.

## Sportliche Laufbahn
Erste Erfahrungen bei internationalen Meisterschaften sammelte Mohammad Jahir Rayhan im Jahr 2016, als er bei den Südasienspielen in Guwahati in 3:15,50 min den vierten Platz mit der 4-mal-400-Meter-Staffel belegte. 2017 gelangte bei den Jugendasienmeisterschaften in Bangkok im 200-Meter-Lauf bis in das Halbfinale und schied dort mit 22,24 s aus. Zudem schied er über 400 Meter mit 49,12 s in der ersten Runde aus. Dennoch konnte er über 400 Meter an den U18-Weltmeisterschaften in Nairobi an den Start gehen und schied dort mit 48,22 s im Halbfinale aus. Zwei Jahre später schied er bei den Asienmeisterschaften in Doha mit 48,51 s in der ersten Runde aus und durfte Anfang Oktober dank einer Wildcard auch bei den Weltmeisterschaften, die ebenfalls in Doha stattfanden, über 400 Meter an den Start gehen und schied auch dort mit 48,48 s in der Vorrunde aus. Anfang Dezember gelangte er bei den Südasienspielen in Kathmandu über 400 Meter bis in das Finale, ging dort aber nicht mehr an den Start und belegte mit der Staffel in 3:15,50 min den vierten Platz. 2020 wurde die ursprünglich drittplatzierte Mannschaft aus Pakistan disqualifiziert und die Bronzemedaille Bangladesch zugesprochen. 2021 startete er dank einer Wildcard über 400 m bei den Olympischen Spielen in Tokio und schied dort mit 48,29 s in der ersten Runde aus.
2023 startete er über 200 Meter bei den Asienmeisterschaften in Bangkok und schied dort mit 21,69 s im Halbfinale aus, wie auch bei den World University Games in Chengdu mit 21,48 s. Im Jahr darauf gewann er bei den Hallenasienmeisterschaften in Teheran in 48,10 s die Silbermedaille hinter dem Iraner Mohammad Sajjad Aghaei und 2025 kam er bei den Hallenweltmeisterschaften in Nanjing mit 49,84 s nicht über den Vorlauf hinaus.
In den Jahren 2019 und 2021 wurde Rayhan Landesmeister im 200-Meter-Lauf sowie von 2019 bis 2022 über 400 Meter. Zudem siegte er 2021 und 2022 auch in der 4-mal-100- sowie 2021 in der 4-mal-400-Meter-Staffel.

## Persönliche Bestzeiten
- 200 Meter: 21,34 s (+1,3 m/s), 3. August 2023 in Chengdu
- 400 Meter: 47,34 s, 3. November 2019 in Mangalagiri (bangladeschischer Rekord)
  - 400 Meter (Halle): 48,10 s, 18. Februar 2024 in Teheran (bangladeschischer Rekord)